# Terrier brasileiro
Terrier brasileiro[Nota], conhecido informalmente como Fox paulistinha, uma raça de cães do tipo terrier, de porte médio para pequeno, oriunda do Brasil.

## Nome

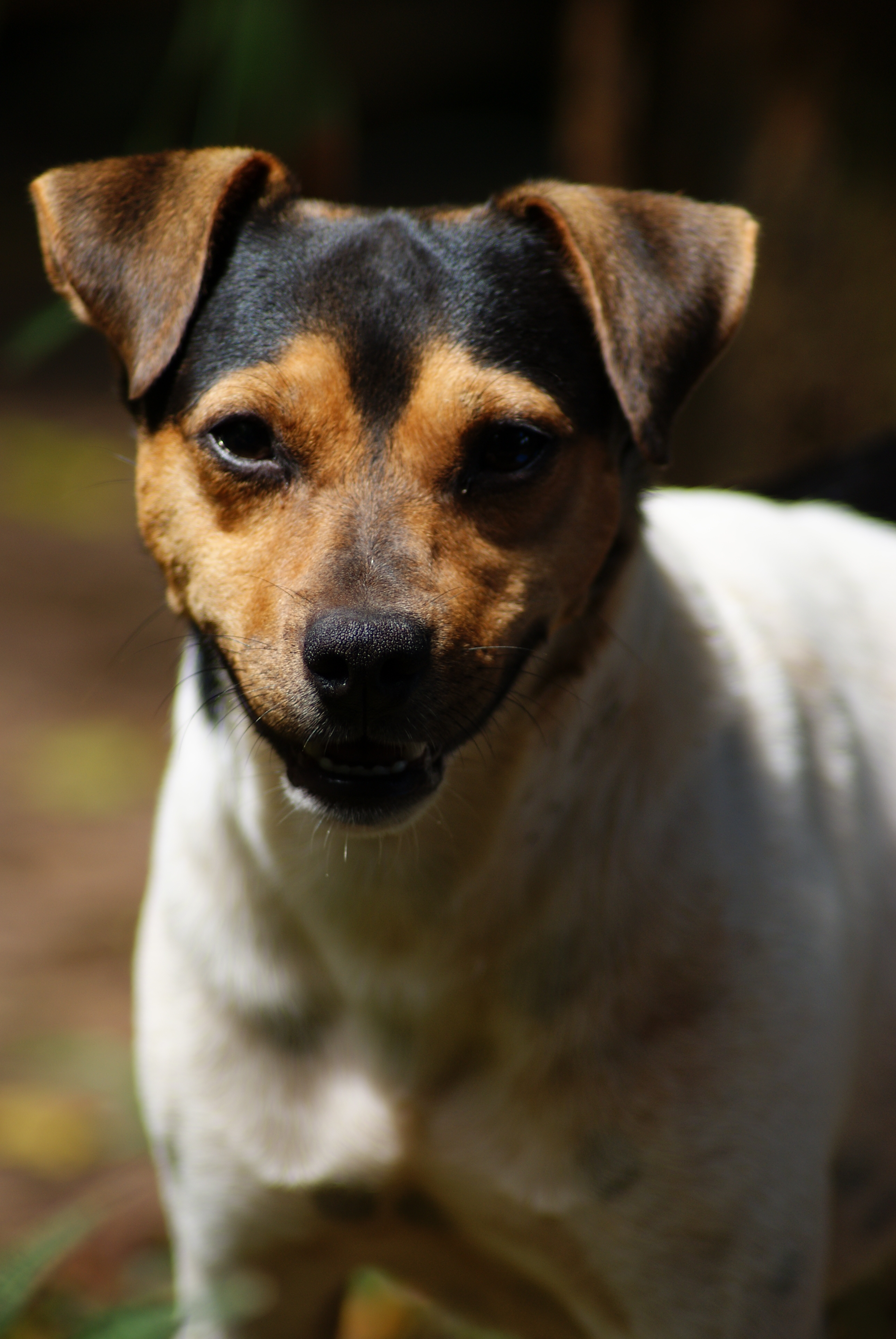
“Fox paulistinha”

A raça é conhecida informalmente como “fox paulistinha” no Brasil, por conta de sua relação ou semelhança com o fox terrier e por ter sido historicamente mais comum no interior do Estado de São Paulo, apesar de existir em outras regiões do país. O nome oficial de “terrier brasileiro” foi criado por ocasião do processo de registro e reconhecimento da raça junto à CBKC e a FCI. Informalmente também sempre foi conhecido no Estado do Rio Grande do Sul como “fox”, e no Estado de Minas Gerais como “Foquinho”, um diminutivo de cunho brasileiro de “raposa”. Fora do Brasil a raça é mais conhecida por seu nome de registro oficial. 

## Reconhecimento
Tendo o mesmo padrão rácico desde 1920, a primeira tentativa de reconhecimento do fox paulistinha ocorreu em 1964, mas, pelo baixo número de registros, o processo foi cancelado. Depois de muito trabalho por parte de alguns criadores, a raça recebeu o reconhecimento provisório em 1995 e o definitivo em 2006. Esse processo foi na FCI, com sede na Bélgica e que tem uma série de regras a serem cumpridas antes do reconhecimento definitivo (como comprovar ausência ou controle de doenças genéticas, número mínimo de exemplares sem parentesco próximo, ninhadas que nasçam homogêneas, etc).
Foi a terceira raça de cão originalmente brasileira a ser reconhecida pela Federação Cinológica Internacional (FCI). As demais raças de cães brasileiras existentes ainda buscam pelo reconhecimento por kennel clubes maiores.

## Origem

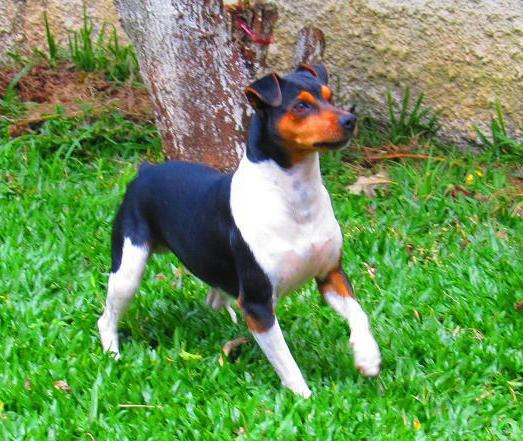
Terrier brasileiro

A raça teria chegado ao Brasil entre os séculos XIX e XX, e, assim como seus parentes do grupo dos terriers, foi muito utilizada na caça aos ratos em armazéns e fazendas.
Não há certeza de suas exatas origens, mas há pelo menos três teorias mais difundidasː

### 1.ª Teoria
A que consta no padrão oficial da raça terrier brasileiro, diz que descendem de cães do tipo terrier trazidos da Europa pelas esposas dos filhos de fazendeiros, que muito comumente, a partir de meados do século XIX e início do século XX, iam estudar na Europa, e quando retornavam, muitas vezes casados, teriam trazido estes pequenos cães, que eram muito comuns entre as famílias mais abastadas de Londres e Paris nesta época. Possivelmente eram das raças parson russel terrier, jack russel terrier e fox terrier de pelo liso, que eram raças muito comuns na Inglaterra neste período. E estes cães ao cruzarem com cães das fazendas no Brasil, e no campo sendo aproveitados na caça, na guarda e em menor escala no pastoreio de ovelhas, teriam criado em poucas gerações uma nova raça. Com o desenvolvimento das grandes cidades, os fazendeiros e suas famílias migraram para os grandes centros urbanos, desta forma o fox paulistinha sofreu outra mudança de ambiente que teria contribuído em sua formação. Onde inclusive teve a importante função de guardar as mercadorias dos armazéns da ação predatória de roedores.

### 2.ª Teoria
Há outra hipótese bem forte, e com dados históricos que diz que cães de tipo terrier, sem precisão de raça definida, viajavam como caçadores de ratos em navios mercantes, principalmente nos ingleses, desde o século XIX. Os cães teriam sido tripulação fixa nestas embarcações devido ao receio que a população européia tinha da peste negra, e os cães ajudavam no controle dos ratos. E ao aportarem em portos brasileiros, teriam cruzado com cães locais adaptados as características ambientais brasileiras, e assim acredita-se que o terrier brasileiro teria se originado. Este mesmo processo teria criado outras raças em outros países. Uma ultima hipótese menos difundida diz que o terrier brasileiro é um cão autóctone da região onde é hoje o Estado de São Paulo.

### 3.ª Teoria

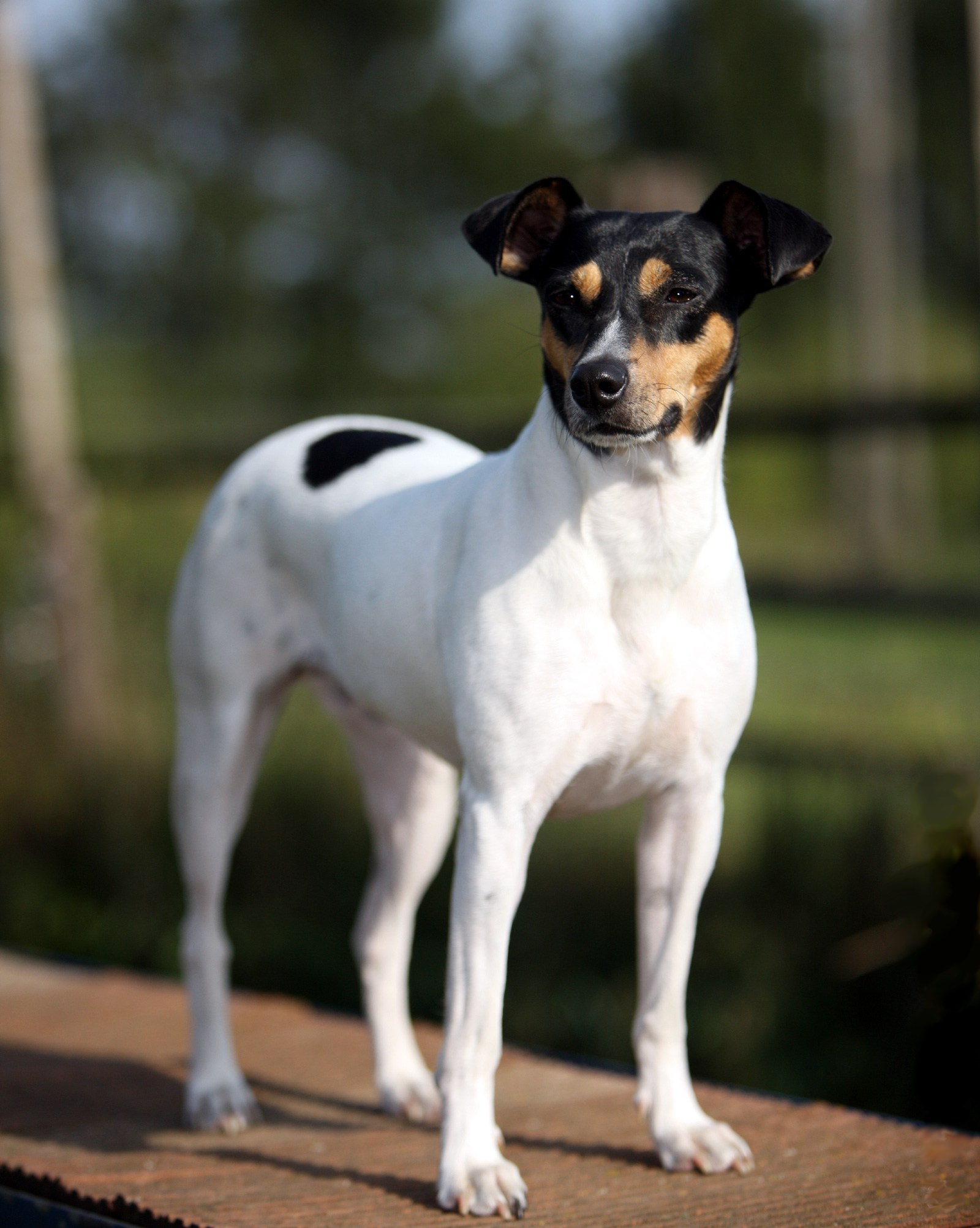
Cão Ratonero Bodeguero Andaluz, raça espanhola.

Ainda há uma outra hipótese mais plausível do ponto de vista fenotípico da raça, que diz que os cães “terrier” espanhóis ratonero bodeguero andaluz e ratonero valenciano sejam os verdadeiros ancestrais do terrier brasileiro, os quais estão relacionados ao fox terrier. O perro ratonero mallorquín é outra raça espanhola relacionada a estas duas já mencionadas.
Estas duas raças espanholas são extremamente semelhantes ao terrier brasileiro, sendo verdadeiros sósias, muito mais semelhantes do que as raças britânicas citadas anteriormente. Por isso, aliando a História do Brasil, esta teoria diz que ao invés dos cães britânicos, o terrier brasileiro descenda principalmente destes dois cães espanhóis que muito provavelmente teriam chegado em massa ao Brasil nos navios da Espanha entre 1580 e 1640, época da União Ibérica, quando a Espanha e Portugal estavam unidas politicamente em um só reino, assim como todas as suas colônias de ultramar, incluindo o Brasil; ou até mesmo depois deste período.

## Raças similares
O terrier brasileiro é similar a algumas raças espanholas, como as já citadas ratonero bodeguero andaluz, ratonero valenciano e perro ratonero mallorquín. Mas, também se assemelha ao terrier japonês e ao terrier chileno, este último inclusive possui uma origem muito semelhante a do terrier brasileiro, sendo conhecido informalmente como “fox” e “ratonero”.

## Temperamento
O terrier brasileiro é incansável, alerta, ativo e esperto, amigável e gentil com amigos, desconfiado com estranhos, inteligente e muito adestrável, comum em apresentações caninas. Ótimo para companhia de crianças por seu comportamento brincalhão. Atualmente são mais utilizados para a companhia e alarme em áreas urbanas e caça a pequenos animais em áreas rurais.

## Aparência
Cão de médio porte, esbelto, bem equilibrado com estrutura ﬁrme mas não muito pesado, corpo de aparência quadrada com nítidas linhas curvas que o diferencia do retilíneo fox terrier de pêlo liso. Sua pelagem é de tamanho curta e macia. 

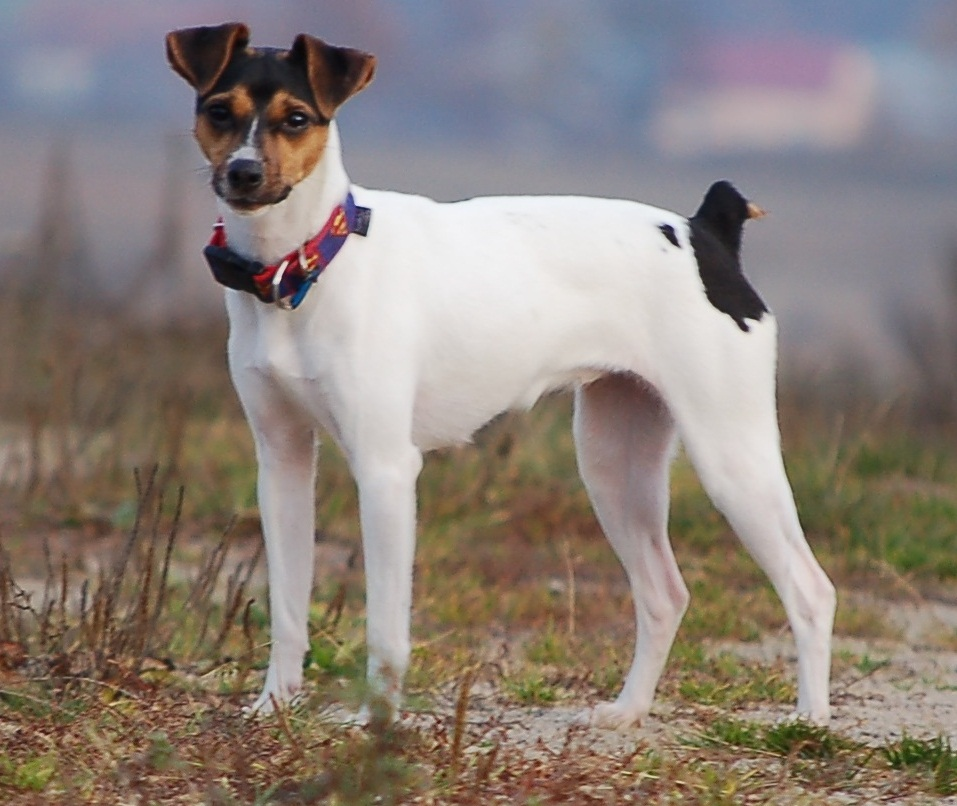
Terrier brasileiro

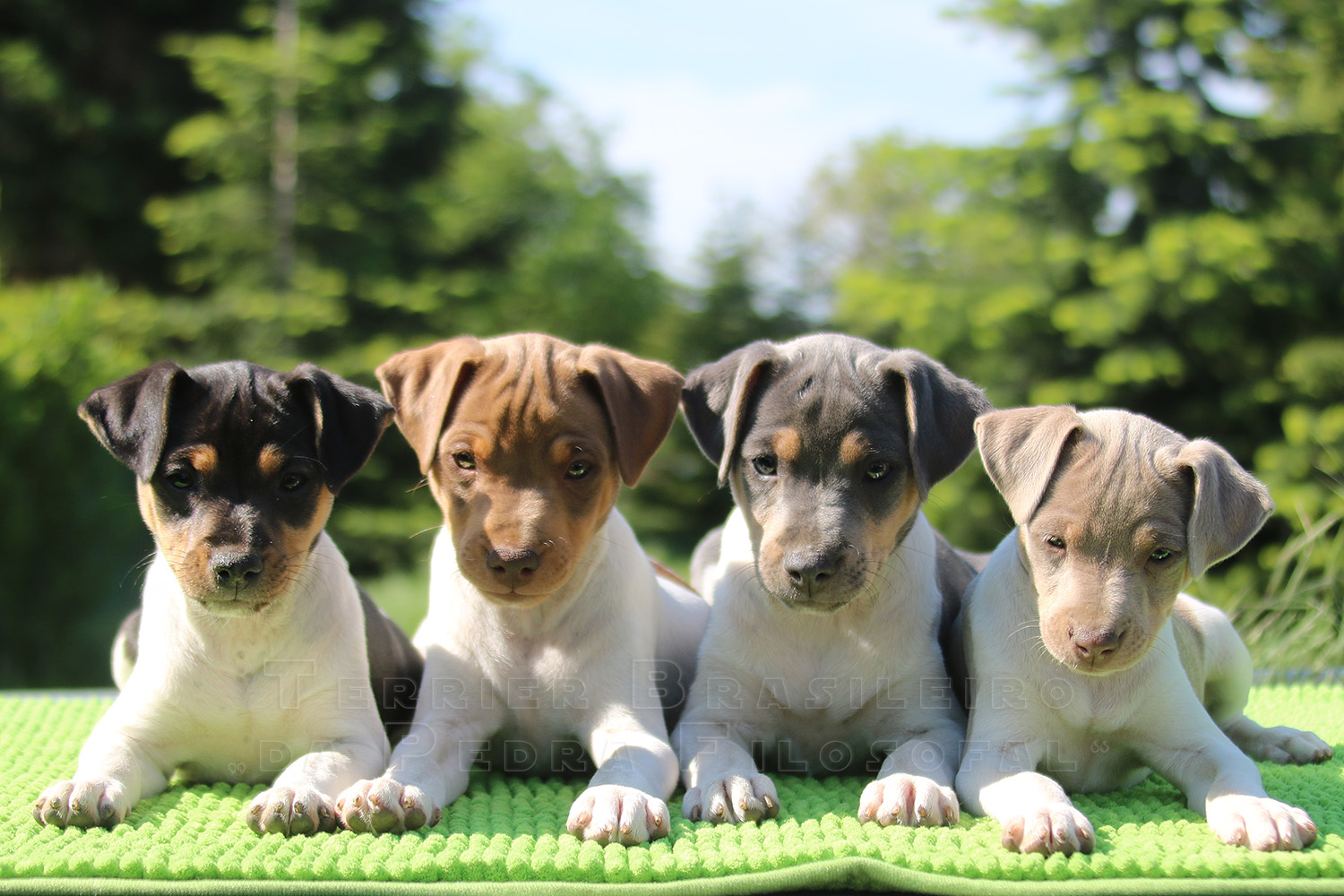
Quatro diferentes padrões de cores em filhotes de Terrier brasileiro.

Os machos devem ter entre 35 e 40 cm de altura e fêmeas entre 33 e 38 cm de altura na cernelha, pesando até 10 kg. É um cão robusto, de personalidade independente, incansável, alerta, ativa e esperta; amigável e gentil com amigos, desconﬁado com estranhos. Sempre é de coloração tricolor. O corpo tem fundo branco, com marcações pretas, marrons (fígado) ou azuis (cinza) salpicadas. A cor canela (Tan) pode ser encontrada entre a cor branca e a outra cor e/ou salpicada em pequenas pintas nos membros dianteiros. A ausência da marcação "tan" no corpo é permitida, bem como a segunda cor(preta, marrom ou azul) formar uma "capa" por cima do dorso.
A cabeça tem uma máscara preta, cinza ou marrom com pelagem canela ao redor da boca, sobrancelhas e na região interna e borda das orelhas. Pode haver marcações brancas no focinho e no alto da cabeça, mas estas devem ser o menor e mais simétricas possível.
Orelhas pendentes e triangulares, olhos castanho-escuros, o mais escuros quanto possível nos cães com marcação preta no dorso, e verdes, castanhos ou até azuis nas outras cores. Peito amplo com formato de "barril", não sendo esgalgado, como nos galgos. Cauda íntegra, podendo nascer sem cauda ou com cauda curta em algumas linhagens. O corte (caudectomia) por estética não é mais permitido.

### Outras raças brasileiras
Não reconhecidas pela FCI.